# Christian Lindner
Christian Wolfgang Lindner (n. 7 ianuarie 1979, Wuppertal, RFG) este un politician german din Partidul Liber Democrat (germană Freie Demokratische Partei - FDP) și de la 7 decembrie 2013 președintele lui pe plan național. Din 2000 până în 2009 și din nou din mai 2012 până în octombrie 2017 a fost membru al parlamentului din Renania de Nord-Westfalia. Din octombrie 2009 până în iulie 2012, Lindner a fost membru al Bundestag-ului, iar din decembrie 2009 până în decembrie 2011 a fost secretar general al partidului FDP. Lindner a intrat din nou în Bundestag după alegerile parlamentare din anul 2017 unde a fost cadidat de vârf al partidului său. El a devenit președintele fracțiunii FDP din Bundestag.

## Studii
Lindner a studiat între 1999 și 2006 științe politice, filosofie și drept la Universitatea din Bonn.

## Poziții politice

#### Finanțe și politică fiscală
Lindner a descris în 2012 reducerea datoriilor statului ca o prioritate a FDP. El a respins cererile de majorări de taxe și, în schimb, a propus reducerea birocrației. El a cerut, de asemenea, în 2011 să introducă o frână în sistemul de asistență socială. Noile legi și beneficii ar trebui adoptate numai dacă sarcinile care rezultă sunt acceptabile pentru generațiile viitoare.